# Чарда
Чарда (болг. Чарда) — село в Болгарии. Находится в Ямболской области, входит в общину Стралджа. Население составляет 303 человека.

## Политическая ситуация
В местном кметстве Чарда, в состав которого входит Чарда, должность кмета (старосты) исполняет Марин Колев Петров (Болгарская социалистическая партия (БСП)) по результатам выборов правления кметства.
Кмет (мэр) общины Стралджа — Митко Панайотов Андонов (Болгарская социалистическая партия (БСП)) по результатам выборов в правление общины.